# Екзотичні форварди та свопи
До екзотичних похідних фінансових інструментів, крім екзотичних опціонів, відносять також екзотичні форварди та екзотичні свопи.

## Екзотичні форварди
Екзотичні форварди (Exotic Forwards)- це форварди з термінами та цінами виконання, або іншими базовими умовами, що відрізняються від традиційних. До них відносять: гнучкі форвардні контракти (Range Forward Contracts, Flexible Forwards) та форварди з розривом (Break Forwards, Boston Options).
- Гнучкі форвардні контракти (Range Forward Contracts, Flexible Forwards) — це інтервальні форвардні контракти, які надають змогу обмежити діапазон ціни укладення угоди: якщо ціна базового активу на ринку спот в момент виконання знаходиться в межах встановленого інтервалу, то поставка здійснюється за ціною спот, а якщо виходить за ці межі — то за ціною відповідного обмеження (максимуму чи мінімуму цінового інтервалу).

- Форварди з розривом (Break Forwards, Boston Options) — це форвардні (валютні) контракти з рисами опціону, що включають умови можливості дострокового виконання угоди, зі сплатою премії при реалізації такого права[1].

## Екзотичні свопи
Екзотичні свопи (Exotic Swaps) — в основному свопи опціонного характеру (в ряді джерел відносяться до екзотичних опціонів). До їх складу входять: відсоткові (Interest Rate) Caps, Floors, Collars; свопціони (European Swap Options, Swaptions); Накопичувальні свопи (Accrual Swaps); інші екзотичні свопи.
- Відсоткові (Interest Rate) Caps, Floors, Collars — спеціальні види свопів, що пропонуються фінансовим інститутам на позабіржовому ринку.

Cap — це фінансовий інструмент, що забезпечує захист від росту процентної ставки по базисному зобов'язанню з плаваючою ставкою вище певного рівня (ставки Cap). При рості ставки вище даного рівня стороні, захищеній по Cap, проводяться виплати у розмірі, що складає різницю між ставками.
{\displaystyle \ caplet:[\ periodicnotional]*\ max[\ R_{I}+\ R_{cap},\ 0]}
Floor — це фінансовий інструмент, що забезпечує захист від падіння процентної ставки по базисному зобов'язанню з плаваючою ставкою нижче певного рівня (ставки Floor). При рості ставки нижче даного рівня стороні, захищеній по Floor, проводяться виплати у розмірі, що складає різницю між ставками.
{\displaystyle \ floorlet:[\ periodicnotional]*\ max[\ R_{floor}+\ R_{I},\ 0]}
Collar — це фінансовий інструмент, що являє собою комбінацію Cap та Floor, що гарантує ставку по базисному зобов'язанню в інтервалі між двома рівнями.
- Свопціони (European Swap Options, Swaptions) — опціони на відсотковий своп, які надають право увійти в певний відсотковий своп на конкретну дату в майбутньому. Вони виступають альтернативним варінтом таких фінансових інструментів, як Forward Swaps (або Deferred Swaps), які не потребують ніяких початкових витрат (як свопціони), але зобов'язують сторони увійти в угоду свопу.

- Накопичувальні свопи (Accrual Swaps) — це свопи, за якими потоки відсоткових платежіву однієї зі сторін з'являються тільки тоді, коли відповідна плаваюча відсоткова ставка знаходиться у встановленому інтервалі, який може бути фіксованим або періодично переглядатися.

- Differential Swaps — це свопи, укладені в одній валюті, але з платежами, деномінованими в іншій валюті.

- Index Principal Swap або Index Amortizing Swap — це своп, в якому умовна сума зменшується або збільшується у відповідності з обумовленим графіком як функції від зміни базисного індексу.

Наприклад:
{\displaystyle \ [\ periodicnotional]*(\ k_{i}|\ Index\in [{}^{i}\!r_{1};{}^{i}\!r_{2}])*(\ FixedRate-\ FlexibleRate)}